# Daniel Gran
Daniel Gran (22. května 1694 Vídeň – 16. dubna 1757 St. Pölten) byl rakouský freskař a malíř malující závěsné i oltářní obrazy. Patří k významným představitelům klasicizujícího směru rakouského malířství druhé čtvrtiny 18. století.

## Život
Daniel Gran se narodil ve Vídni 22. května 1694. V roce 1719 podnikl cestu do Itálie, kterou mu umožnil kníže A. F. Schwarzenberg. Studoval zejména u Sebastiana Ricciho v Benátkách a u Francesca Solimeny v Neapoli, poučil se rovněž na vrcholném italském baroku a římském klasicismu. 1723 se vrátil do Vídně a byl činný zejména pro Schwarzenbergy, 1727 jmenován dvorním malířem. Ovlivnil nejen své současníky, ale i následující generaci. Skonal 16. dubna 1757 v St. Pöltenu.

## Dílo
Jeho hlavní význam spočívá v nástropních malbách, v nichž čerpal ze svého studia v Itálii a rovněž z francouzského umění. Vzdělaný v ikonologii, sestavoval často sám programy svých kompozic. Široký ohlas získal zejména jeho oltářní obraz v kostele sv. Karla Boromejského ve Vídni (1736). Vedle nástropní malby Zemského domu v Brně se dochovala malba v rondelu jihozápadní věže v klášteře Hradisko u Olomouce (1739). V kostele Jména Ježíš v Telči je na hlavním oltáři jeho obraz s motivem adorace Nejsvětějšího Jména Ježíš. Dále namaloval oltářní obrazy v Čechách na panství Schwarzenbergů. Oltářní obrazy s motivy Navštívení Panny Marie, sv. Ondřeje a sv. Jana Nepomuckého, které byly v Ondřejově u Českého Krumlova, byly v 19. stol. nahrazeny kopiemi.